# Бартонек, Антонин
Антонин Бартонек (чеш. Antonín Bartoněk) (29 октября, 1926, Брно - 30 мая 2016, там же) — чешский филолог-классик, доктор наук, профессор. Занимался исторической грамматикой латинского и древнегреческого языков, микенологией (особенно Линейным письмом Б) и древнегреческими диалектами.

## Биография
Изучал латинский и классический греческий языки на философском факультете Масарикова университета в Брно, где с 1952 года преподавал. С 1990 года преподавал и в университете Палацкого в Оломоуце. Как приглашённый профессор читал лекции в Вене, Гейдельберге, Граце, Амстердаме и Кембридже. Стажировался в нескольких других европейских университетах (Афины, Венеция, Неаполь, Регенсбург и т. д.). Являлся членом международного общества микенологии с центром в Париже и был членом чешской комиссии ЮНЕСКО.
На русском языке издана монография А. Бартонека «Златообильные Микены».

## Избранная библиография
- Handbuch des mykenischen Griechisch. Heidelberg: 2003.
- Písmo a jazyky mykénské řečtiny (1400—1200 př. Kr.). Brno: Masarykova univerzita, 2007.
- The Classics in East Europe. In Essay of the Survival of a Humanistic Tradition. Worcester (USA): American Philological Association, 1996.
- Die ägäischen voralphabetischen Schriften. In Europa et Asia Polyglotta — Sprachen und Kulturen. Heidelberg: Festschrift Robert Schmidt-Brandt, 1998.
- Řecké ostrovy. Praha: Olympia, 1998. (společně s manželkou Dagmar Bartoňkovou)
- Latina pro posluchače filologických oborů. Brno: 2003.
- Zlaté Mykény. Praha, 1983.
  - Бартонек А. Златообильные Микены = Zlaté Mykény. — М.: Наука, ГРВЛ, 1991. — 352 с. — (По следам исчезнувших культур Востока). — ISBN 5-02-016573-5.
- Zlatá Egeis. Praha: Mladá Fronta, 1969